# マリー・カロリーヌ・ド・ブルボン＝シシレ (1822-1869)
マリー＝カロリーヌ＝オーギュスト・ド・ブルボン＝シシレ（フランス語：Marie-Caroline-Auguste de Bourbon-Siciles、1822年4月26日 - 1869年12月6日）は南伊両シチリア王国の女性王族、両シチリア王女（Principessa delle Due Sicilie）。フランス王ルイ・フィリップの子息オマール公アンリに嫁し、7月王政期のフランス王室の一員となった。

## 生涯

### 出生と結婚
両シチリア王フェルディナンド1世の末子サレルノ公レオポルドと、妻のオーストリア大公女マリア・クレメンティーネの間の唯一成育した娘で、マリーア・カロリーナ・アウグスタ（Maria Carolina  Augusta di Borbone-Due Sicilie）と名付けられた。家族内の愛称はリーナ（Lina）。母は、父レオポルドの長姉マリア・テレジアとオーストリア皇帝フランツ1世の間の娘であり、両親は実の叔父と姪の間柄だった。両親は妻方のオーストリア帝室を頼って暮らしていたため、ウィーン宮廷で生まれ育った。十代になった頃、両親とともにナポリの父の殿邸パラッツォ・サレルノに移った。
1830年代から1840年代にかけては、欧州王室で結婚適齢期の王女の数が少なく、この世代のプリンセスは見目形を問わず引く手あまただった。リーナにも複数の縁談話が持ち上がるが、最終的には、父方叔母の1人マリー・アメリーとその夫のフランス王ルイ・フィリップの五男オマール公のプロポーズを受け入れた。同い年の従兄オマール公はパラッツォ・サレルノを訪れた際にリーナを見初めた。婚姻交渉は1844年8月後半に始まり、翌月の9月17日付の雑誌『パリ評論』にて婚約が公表された。この結婚は完全な恋愛結婚だった。オマール公は師傅のA・A・キュヴィリエ＝フルリーに宛てた手紙の中で、「美人ではないですが、一緒にいて心地よい人です」と書き送っている。キュヴィリエ＝フルリーはこれに同意しつつ、リーナは「優美な容姿」の持ち主でもある、と付け加えている。フランス国王夫妻はオマール公が持ってきた縁談話を何度も蹴っていたが、小柄で気品のある姪リーナのことは気に入り、結婚に同意した。
オマール公は婚礼をパリですべきだとする父ルイ・フィリップ王の意向に従わず、2人の婚礼は1844年11月25日にナポリで行われた。民事婚及び教会婚が、フェルディナンド2世王の臨席のもとナポリ王宮で盛大に挙行された。リーナの花嫁持参金は51万7000金フランという巨額に上った。ナポリでは2人の婚礼に伴う様々な祝賀行事、舞踏会、披露宴、狩猟パーティー、劇場のガラなどが、2週間以上にわたり続いた。しかし結婚した当人たちは婚礼の1週間後の1844年12月2日にはナポリを発ち、海路トゥーロンに向かっている。2人はそのままパリでの披露宴の主賓となり、テュイルリー宮殿に続き部屋を与えられて新婚生活をスタートした。

### パリ宮廷
1845年の最初の数か月、パリ宮廷入りしたばかりのリーナは舞踏会、観劇、貴族たちとの接見といった王族としての公的な義務に忙殺されたが、それでもオマール公との夫婦水入らずの時間を作るよう努力した。1845年5月、公爵夫妻は、大幅な改装と設備の近代化の工事が完了した新居シャンティイ城に移った。公爵夫妻は互いを生涯にわたって尊敬し、公爵夫人は文句ひとつ言わない貞淑かつ愛情深い妻であり続けた。オマール公は優しい夫で、1847年9月フランス領アルジェリア総督に任命されたときも、妻子のことを考慮してアルジェリアには赴任せず、必要な時だけ同国に滞在した。
同時代人たちは、彼女が愛想がよくウィットに富んでいると証言している。リーナは寛容で親切な人柄で、相手の心をつかむ術を心得ており、義理の家族であるオルレアン家の人々から愛された。1845年8月、ヴィクトリア英国女王夫妻が、フランスを通過して夫君アルバート王子の郷里ドイツへ向かう際、パリで一夜を過ごし、フランス王室の歓待を受けた。女王はリーナと初めて対面した印象を、日記に次のように記している：「彼女［リーナ］は私よりもかなり背が低く、非常に見事な金髪の持ち主だが全くの不美人である。ただしとても愉快な人だ。明るめの青い目をしていて、鼻は大きすぎ、口も不格好な感じである」。しかしその後の日記では、リーナに対する評価は次のように好意的なものに変化している：「リーナは実に気立てのいい人だ。彼女はドイツ語を好んで話すが、それはドイツー正確にはウィーンーで生まれ育ったからだそうだ」。

### 英国
1848年の2月革命により王政が打倒されると、オルレアン家一族はイングランドに逃れ、第二共和国政府の発した1848年5月16日付の布告により、フランスの土を再び踏むことは禁じられた。オマール公夫妻は国王ルイ・フィリップ夫妻とともに英国王室が提供したクレアモント・ハウスに仮住まいすることになったが、金銭的に苦しく、リーナは品位ある生活を維持するため、自分の宝石類の一部を売却して生活費に充てた。
リーナはすぐにヴィクトリア女王の親友になった。女王はリーナとその家族のためにトゥイッケナムのオーリンズ・ハウスを住居として提供し、オマール公一家は1852年4月16日にクレアモントから新居に移った。前年の1851年3月に父サレルノ公が亡くなった際、リーナは夫とともにナポリへ帰って実家の母を見舞い、そのまま1年近く同地に滞在していた。リーナの他に身寄りのない未亡人の母は、娘夫婦と同居することになった。リーナは1852年1月、ナポリで第4子となる男児を出産したが、赤ん坊はイギリスへの帰国途上で不運にも百日咳にかかり、生後3か月しか生きられなかった。この子は「［オマール公家］一行がクレアモントに帰着して10日後には亡くなってしまった」と、ヴィクトリア女王は日記に残念そうな調子で記している。リーナの子供たちの多くと兄弟全員が夭折したが、それは彼女の両親（叔父・姪）、そして彼女自身と夫（従兄妹）の近親交配に原因があったと見られている。
リーナは英国生活中、ウスターシャーのウッド・ノートン・ホールに好んで滞在した。また1864年8月、欧州周遊旅行（ベルギー、ドイツ、オーストリア、ハンガリー、スペイン、スイス、東方など）に赴いた。1866年5月、長男コンデ公ルイがオーストラリアを旅行中に急死したことは、リーナにとって大きな精神的痛手となった。
リーナは1869年12月6日、肺塞栓により47歳で亡くなった。ヴィクトリア女王は親しい友の死について次のように記した：
リーナの遺骸は1869年12月10日にウェイブリッジのカトリック礼拝堂に葬られたが、第二帝政崩壊後にオルレアン家のフランス帰国が実現すると、夫オマール公によって1876年ドルーのサン＝ルイ王室礼拝堂に改葬された。

## ギャラリー

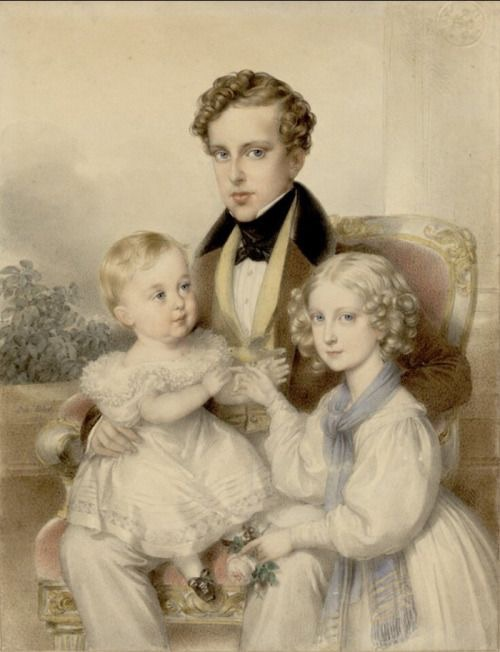
ウィーン宮廷での少女時代に描かれた家族肖像画、2人の従兄弟、フランツ・ヨーゼフ大公（赤子）及びライヒシュタット公（青年）に寄り添った姿、J・エンダー画、1832年
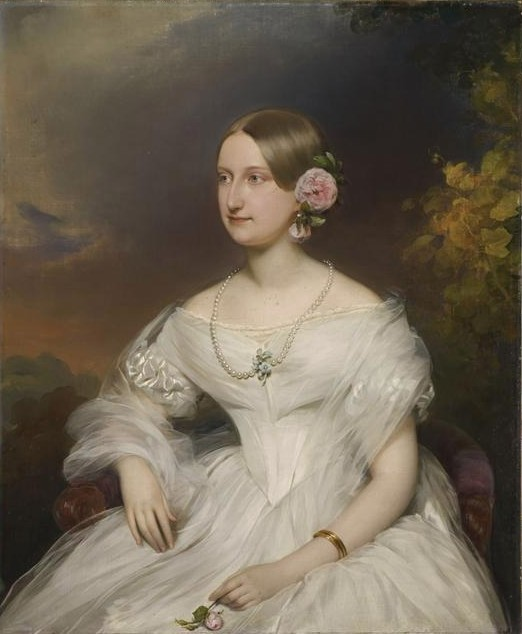
F・シュロッツベルク（英語版）による肖像画、1842年、コンデ美術館蔵
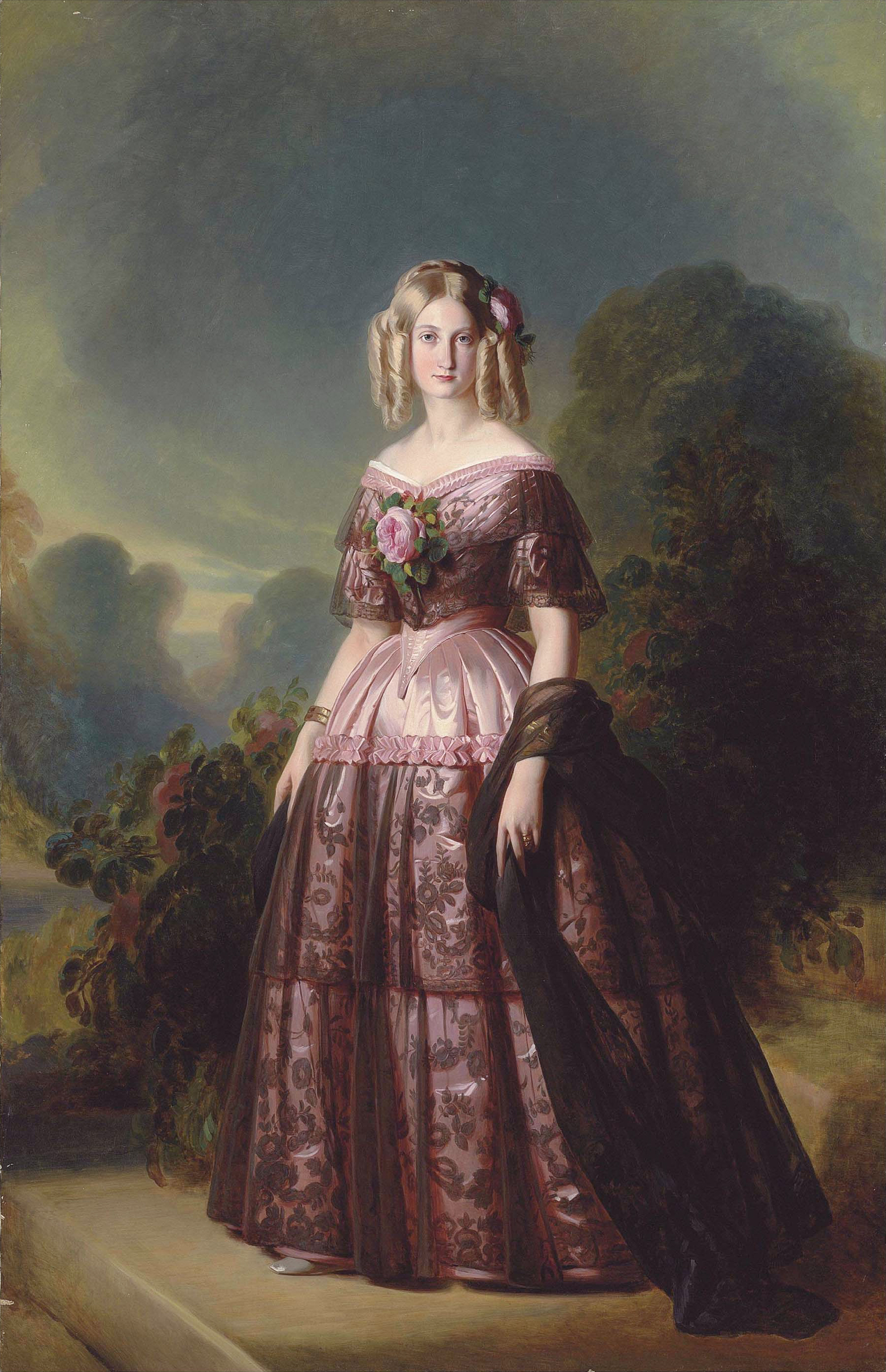
F・X・ヴィンターハルターによる肖像画、1846年、ヴェルサイユ宮殿蔵
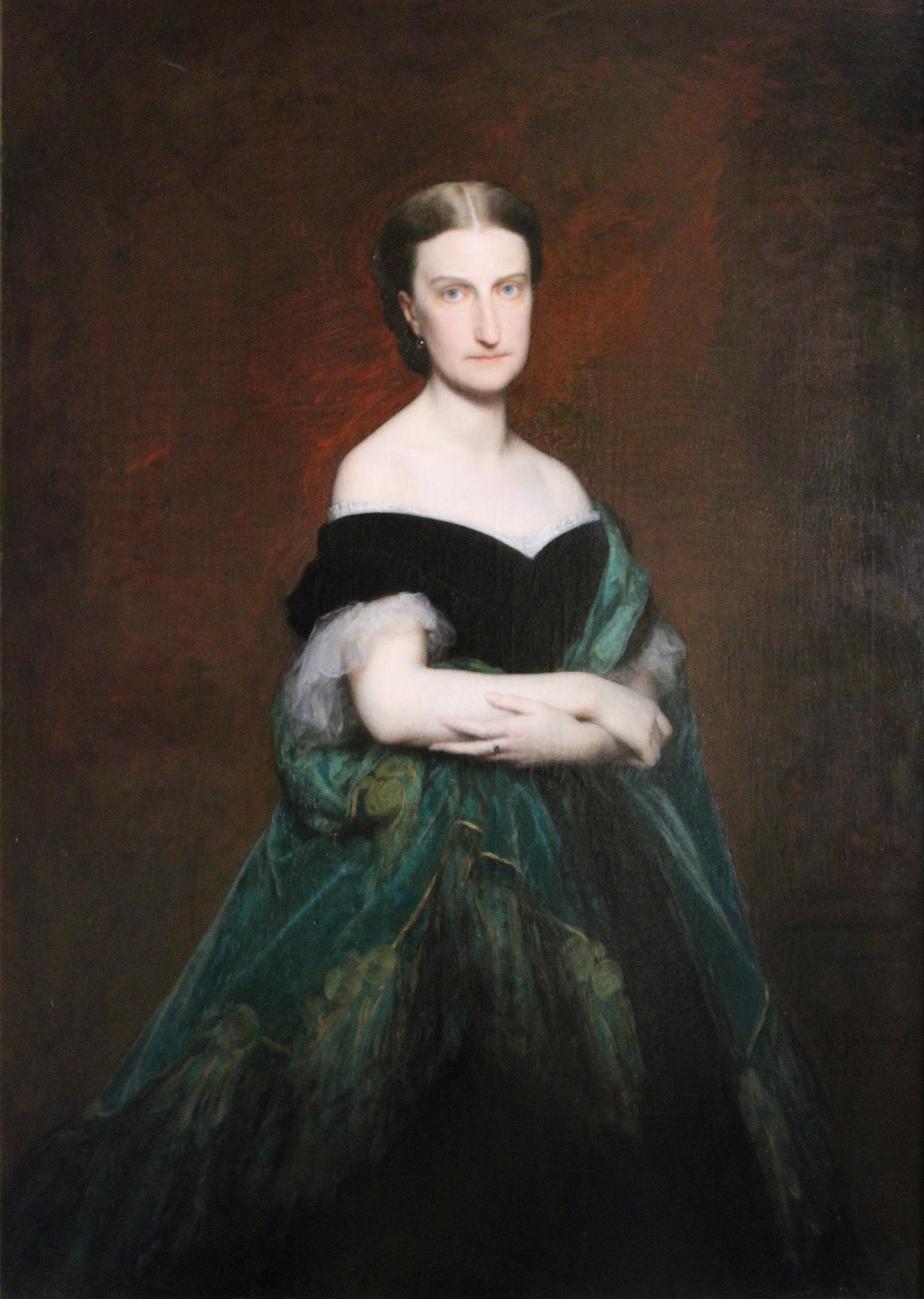
C・ジャラベールによる肖像画、1866年、コンデ美術館蔵
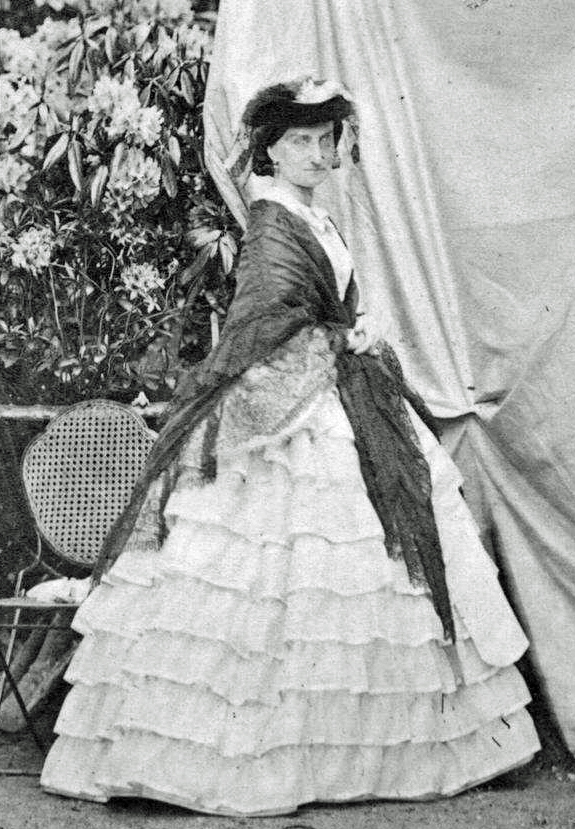
撮影年不詳の写真、コンデ美術館蔵
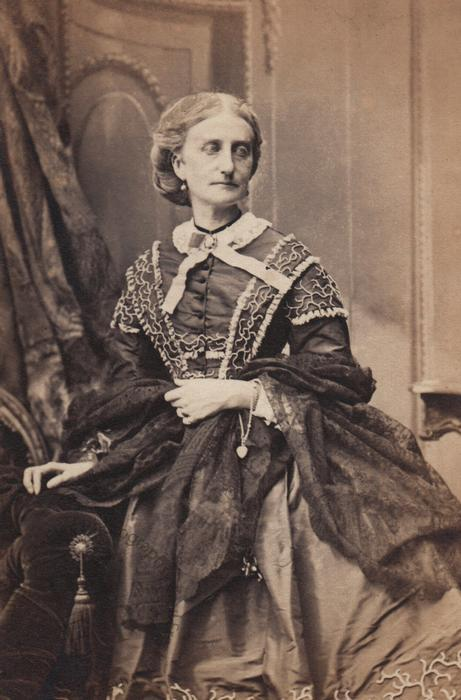
晩年（1860年代後半）の写真

## 子女

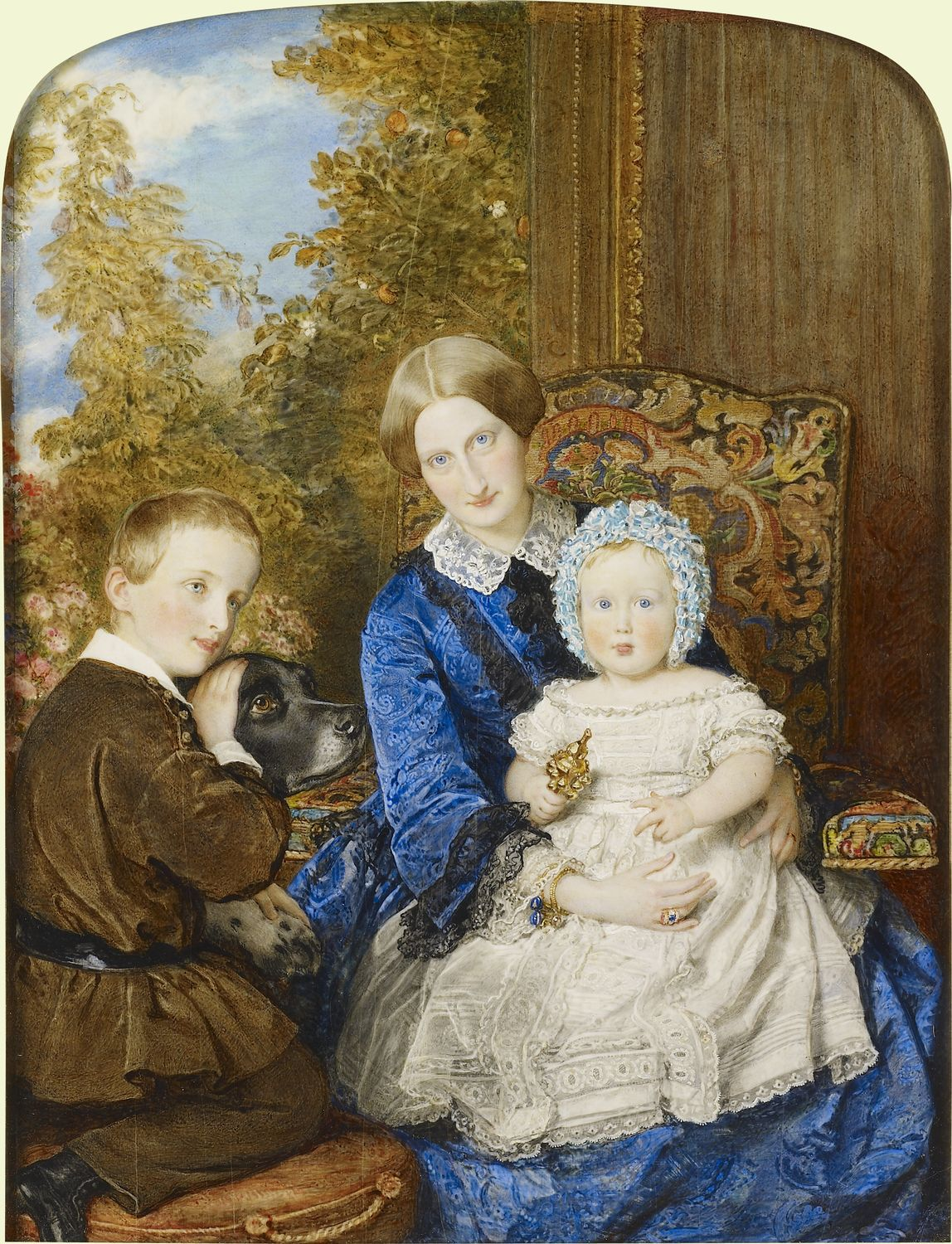
2人の息子、コンデ公（少年）及びギーズ公（赤子）との家族肖像画、W・C・ロス画、1854年又は1855年

夫との間に8子をもうけたが、うち6人は死産児（4人）か乳児死亡（2人）となり、幼児期以降に生存できた2人も独身のまま若くして他界した。
- ルイ・フィリップ・マリー・レオポール（1845年11月15日 - 1866年5月24日） - コンデ公
- アンリ・レオポール・フィリップ・マリー（1847年9月11日 - 1847年10月10日） - ギーズ公
- 娘（1850年8月15日・死産）
- フランソワ・ポール（1852年1月11日 - 1852年4月15日） - ギーズ公
- フランソワ・ルイ・フィリップ・マリー（1854年1月11日 - 1872年7月25日） - ギーズ公
- 息子（1857年5月・死産）
- 息子（1861年5月15日・死産）
- 息子（1864年6月・死産）

## 引用・脚注
1. ↑  Cazelles, p. 106.
2. 1 2  Woerth, p. 71.
3. ↑  Woerth, note p. 70.
4. ↑  Cazelles, note p. 111.
5. ↑  Cazelles, p. 157.
6. ↑  Cazelles, p. 114.
7. ↑  Cazelles, note p. 102.
8. ↑  Woerth, p. 73.
9. ↑  Cazelles, p. 282.
10. ↑  Woerth, p. 266.